# Lian Lunson
Pour les articles homonymes, voir Lian.
Lian Lunson est une cinéaste et actrice australienne.

## Biographie
Elle réalise en 1997 un documentaire sur Willie Nelson pour la chaîne télévisée PBS intitulé Willie Nelson: down home. En 2004, Lian Lunson enregistre un CD nommé The Passion of the Christ: Songs Inspired by The Passion of the Christ qui accompagne le film La Passion du Christ de Mel Gibson. 
Elle réalise un documentaire pour le cinéma au sujet du poète et chanteur Leonard Cohen, intitulé Leonard Cohen: I'm Your Man. En 2006, elle gagne le "Dorothy Arzner Directors Award" pour ce film. En 2017 elle réalise son premier long métrage : Waiting for the miracle to come, co-produit par Wim Wenders et Bono, et avec Charlotte Rampling et Willie Nelson dans les rôles principaux.

## Filmographie

### Actrice

#### Cinéma
- 1985 : A Street to Die : Receptionist
- 1986 : Dogs in Space : Grant's Girl
- 1986 : The Big Hurt : Lisa

#### Télévision
Téléfilms
- 1986 : Army Wives : Wendy

### Directrice de la photographie

#### Télévision
Téléfilms
- 1997 : Willie Nelson: Down Home

### Réalisatrice

#### Cinéma
- 2017 : Waiting for the miracle to come

#### Télévision
Téléfilms
- 1997 : Willie Nelson: Down Home

### Productrice

#### Cinéma
- 2017 : Waiting for the miracle to come

#### Télévision
Téléfilms
- 1997 : Willie Nelson: Down Home

### Scénariste

#### Cinéma
- 2017 : Waiting for the miracle to come

#### Télévision
Téléfilms
- 1997 : Willie Nelson: Down Home